# Édouard Candeveau
Édouard Candeveau (11 februari 1898 - november 1989) was een Zwitsers roeier. Candeveau deed voor de eerste maal mee aan de Olympische Zomerspelen 1920 en won de bronzen medaille in de twee-met-stuurman. Tijdens de Olympische Zomerspelen 1924 roeide Candeveau in de twee-met-stuurman samen met Alfred Felber en Emil Lachapelle als stuurman naar de gouden medaille. Candeveau laatste deelname aan de Olympische spelen was in 1928 en strandde toen in de kwartfinale van de skiff.

## Resultaten
- Olympische Zomerspelen 1920 in Antwerpen  in de twee-met-stuurman
- Olympische Zomerspelen 1924 in Parijs  in de twee-met-stuurman
- Olympische Zomerspelen 1928 in Amsterdam kwarttfinale in de skiff

1900: François Brandt & Roelof Klein ·
1920: Ercole Olgeni & Giovanni Scatturin & Guido de Filip ·
1924: Édouard Candeveau & Alfred Felber & Émile Lachapelle ·
1928: Hans Schöchlin & Karl Schöchlin & Hans Bourquin ·
1932: Joseph Schauers & Charles Kieffer & Edward Jennings ·
1936: Gerhard Gustmann & Herbert Adamski & Dieter Arend ·
1948: Finn Pedersen & Tage Henriksen & Carl Ebbe Andersen ·
1952: Raymond Salles & Gaston Mercier & Bernard Malivoire ·
1956: Arthur Ayrault & Conn Findlay & Armin Kurt Seiffert ·
1960: Bernhard Knubel & Heinz Renneberg & Klaus Zerta ·
1964: Edward Ferry & Conn Findlay & Henry Kent Mitchell ·
1968: Primo Baran & Renzo Sambo & Bruno Cipolla ·
1972: Wolfgang Gunkel & Jörg Lucke & Klaus-Dieter Neubert ·
1976: Harald Jährling & Friedrich-Wilhelm Ulrich & Georg Spohr ·
1980: Harald Jährling & Friedrich-Wilhelm Ulrich & Georg Spohr ·
1984: Carmine Abbagnale & Giuseppe Abbagnale & Giuseppe Di Capua ·
1988: Carmine Abbagnale & Giuseppe Abbagnale & Giuseppe Di Capua ·
1992: Jonathan Searle & Gregory Searle & Garry Herbert